# 强制程序条款
強制程序條款（英語：Compulsory Process Clause）是美國憲法第六修正案中的一个条款，其中规定刑事案件的被告有权透過法院發行的傳票取得有利於自己的證人。該條款通常會被理解為被告得以在審判过程中设法获得对自己有利的证词，不過自從該規則施行之後，美國聯邦最高法院已經宣佈了幾個特定的限制。

## 原文
In all criminal prosecutions, the accused shall enjoy the right...to have compulsory process for obtaining witnesses in his favor.
- 譯文：在一切刑事訴訟中，被告有权......以強制程序取得对其有利的證人[2][3]。

## 歷史
強制程序條款是第六修正案的一部份，於1791年批准。在第十四修正案批准之前，法院動用強制程序條款的實例非常有限。一個重要的案例是副總統阿龍·伯爾的伯爾陰謀案的審判，該案中伯爾試著要傳喚總統湯瑪斯·傑弗遜的一份文件以證明清白。最高法院調用第六修正案，下令發行該文件。
在1868年第十四修正案通過後，最高法院處理了一系列有關正當程序條款的案件。對於正當程序條款而言，第一個探討被告在審判中之程序性權利的案件是1897年「霍維訴埃利奧特案」的判決。在「霍維」一案中，最高法院明確地將公平審判的保障適用於正當程序條款上，法院認為正當程序「保障了『被告的固有權利』」。這一學說最終保護了被告「提出辯護證據和證人證言」的能力。舉例來說，法院在「布雷迪訴馬里蘭州案」中，使用正當程序條款以要求檢察機關在刑事案件中必須披露有利於審判中的被告的證據。
法院的正當程序判解在1948年「In re Oliver」一案中獲得擴充，該案修訂了基本公平原則的廣泛性。法院寫道：
A person's right to reasonable notice of a charge against him, and an opportunity to be heard in his defense—a right to his day in court—are basic in our system of jurisprudence; and these rights include, as a minimum, a right to examine the witnesses against him, to offer testimony, and to be represented by counsel.
- 譯文：一個人合理得知自己被控有什麼罪責的權利，以及為自己辯護的機會——當天在法庭的權利——是我們法學體系的基礎，這最低限度包括，與不利於他的證人對質，提出證詞以及由辯護人代理的權利。

在華盛頓訴德克薩斯州案（1967年）中，法院認為該條款禁止州法律規定同案多名被告不能彼此作證。該判決基於正當程序條款，而背離了「Oliver」案中的判決。撰寫主要意見書的首席大法官厄爾·沃倫表示，強制程序對於「在辯護中......被告一方的事實」非常關鍵。這一廣泛的權利有必要加以明確，因為忽視其實際應用可能導致強制取得證人的保護徒勞無功。
然而，在泰勒訴伊利諾州案（1988年）中，法院拒絕了一項對證人排除規則的挑戰，法院認為該條款並未提供被告「絕對」的權利。法院認為「強制程序條款提供（被告人）了一項有效的武器，但這武器不能被不負責任地使用」。「反補貼公共利益」與適用該條款的絕對位置的權衡，自從20年前的「華盛頓」一案後，這標誌著重大轉折。

## 補救措施
在現代的慣例中，違反強制程序條款會導致判決的逆轉，除非原本的錯誤是「無害的」。這是因為對於辯方證據的排除可以是「顯著破壞（被告方）防禦的基本要素」 。補救措施是不要只因為不是所有違反第六修正案的錯誤就是正當程序的錯誤而自動推翻判決。

## 強制程序權的其他來源
美國憲法第五和第十四修正案的正當程序也要求強制程序作為正當程序的元素之一。國家法規和憲法是與證人對質的權利的另一個來源。